# Milà-Sanremo 1946
La Milà-Sanremo 1946 fou la 37a edició de la Milà-Sanremo. La cursa es disputà el 19 de març de 1946, després de dos anys de no disputar-se per culpa de la Segona Guerra Mundial, i fou guanyada per l'italià Fausto Coppi, que s'imposà en solitari en la meta de Sanremo i d'aquesta manera aconseguia la primera de les seves tres victòries en aquesta cursa.
115 ciclistes hi van prendre part, acabant la cursa 63 d'ells.

## Classificació final
|    | Ciclista           | Equip   | Temps      |
| -- | ------------------ | ------- | ---------- |
| 1  | Fausto Coppi       | Bianchi | 8h 09' 00" |
| 2  | Lucien Teisseire   | Ray     | + 14' 00"  |
| 3  | Mario Ricci        | Legnano | + 18' 30"  |
| 4  | Gino Bartali       | Legnano | m. t.      |
| 5  | Severino Canavesi  | Bianchi | m. t.      |
| 6  | Vito Ortelli       | Benotto | m. t.      |
| 7  | Adolfo Leoni       | Bianchi | m. t.      |
| 8  | Osvaldo Bailo      | Tebag   | m. t.      |
| 9  | Salvatore Crippa   | Welter  | m. t.      |
| 10 | Emilio Croci Torti | Gestri  | m. t.      |